# ミトタン
ミトタン（英: mitotane）あるいはo,p'-DDDとは稀な疾病である副腎皮質癌の治療に使用される薬物。ミトタンは化学的にはDDTの異性体であり、DDD誘導体。日本では「オペプリム(Opeprim)」の商品名でヤクルト本社が販売する。

## 作用
副腎皮質の細胞のミトコンドリアを選択的に阻害することで、薬理的に副腎皮質排除、すなわち、副腎皮質の細胞を不可逆的に障害して殺滅する。手術適応とならない重度のクッシング症候群や副腎癌に用いられる。ミトタンはコレステロールオキシダーゼも阻害するので、服薬すると高脂血症を起こしやすい。なお、本剤は脳に機能障害を引き起こして認知症などを発症することがあり、特に、ミトタンの血中濃度が20 (μg/ml)を超えると中枢神経障害が起こりやすいとされる。

## 薬物動態
ミトタンをヒトに対して経口投与すると、一部が消化管から吸収され、未吸収分は大便中に排泄される。ところで、ミトタンは脂溶性が高く生体に蓄積しやすい化合物として知られるDDTの類似物質であることからも予測できるように、ミトタンもまた脂溶性が高い化合物であり、吸収されたミトタンは、主に脂肪組織内に蓄積される。このため分布容積も大きく、仮に血液透析を実施しても、ミトタンを効果的に体内から除去できない。参考までに、脂肪組織の次に、比較的高濃度に分布する組織として、副腎が挙げられる。なお、ヒトの体内で代謝されたミトタンは、ある程度ながら水溶性が上がるため、ミトタンの代謝物は主に尿中へと排泄される。

## 獣医学領域
ミトタンはイヌの下垂体性のクッシング症候群の治療にも使用される。この投薬により副腎組織の破壊を制御し、コルチゾール産生抑制を促す。